# Ostslowakisches Museum

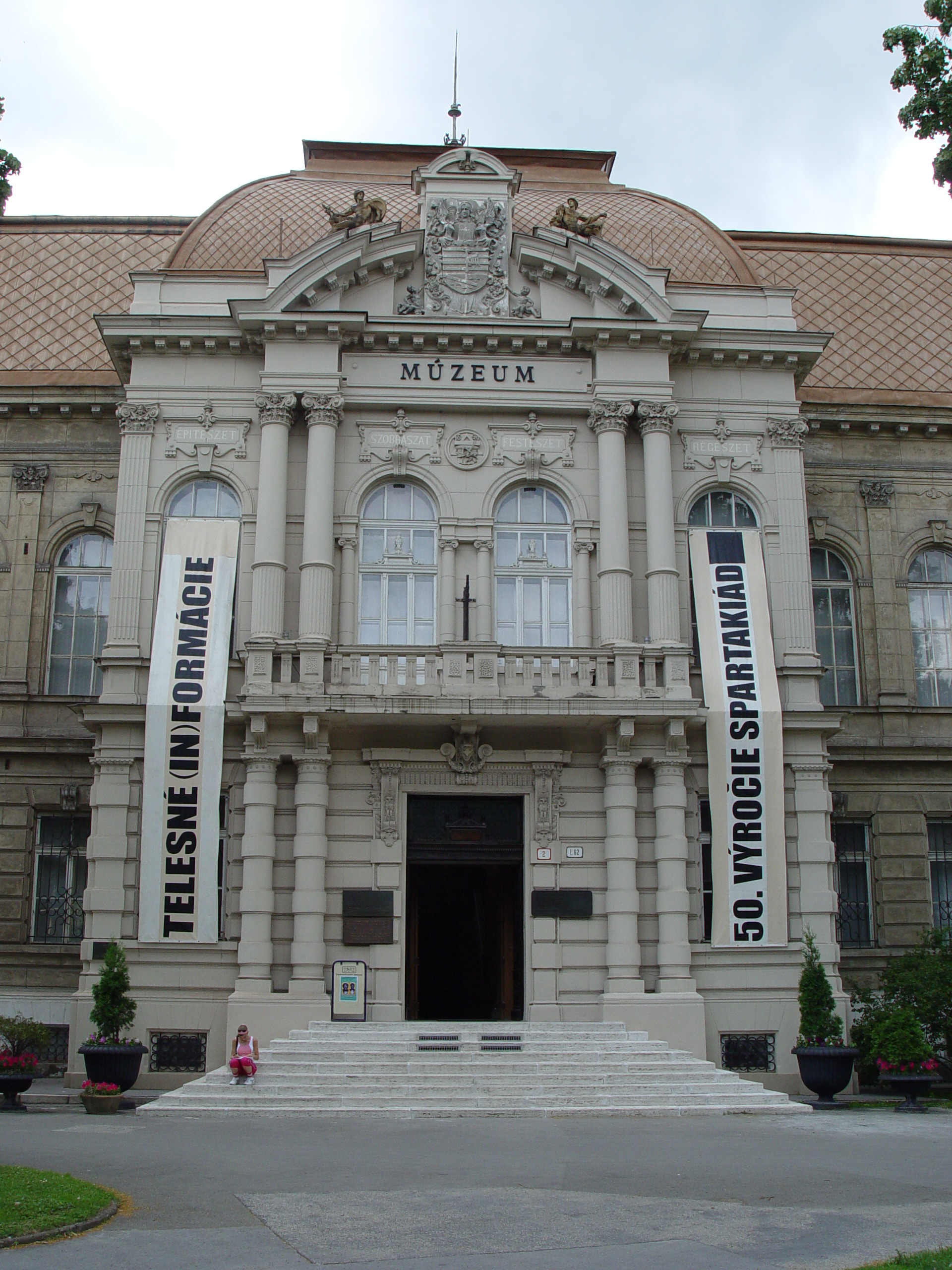
Frontansicht des Hauptgebäudes

Das Ostslowakische Museum (slowakisch Východoslovenské múzeum) ist ein Museum in der slowakischen Stadt Košice und eines der ältesten Museen des Landes.
Es wurde 1872, noch zur Zeit von Österreich-Ungarn, auf Initiative des aus der Stadt stammenden Archäologen Imre Henszlmann gegründet und hieß damals Oberungarisches Museum (ungarisch Felső-Magyarországi Muzeum). Nach Henszlmanns Tod im Jahr 1888 kam seine mehr als 3000 Stücke umfassende Sammlung in die Bestände des Museums. Nach der Überführung der sterblichen Überreste von Franz II. Rákóczi im Jahr 1906 folgte eine Umbenennung in Oberungarisches Rákóczi-Museum (ungarisch Felső-magyarországi Rákóczi Múzeum), wie das Museum auch nach dem Ersten Wiener Schiedsspruch und der ungarischen Besetzung der Stadt von 1938 bis 1944 hieß. Heute umfasst die Sammlung des Museums mehr als 500.000 Gegenstände.
Das Hauptgebäude des Ostslowakischen Museums befindet sich am Námestie Maratónu mieru Nr. 2 (deutsch Friedensmarathon-Platz), das 1901 im repräsentativen Neorenaissance-Stil errichtet wurde. Ausstellungen sind aber auch auf weiteren Standorten in der Altstadt von Košice zu finden und zwar an den Straßen Hviezdoslavova, Pri Miklušovej väznici und Hrnčiarska.

## Ausstellungen

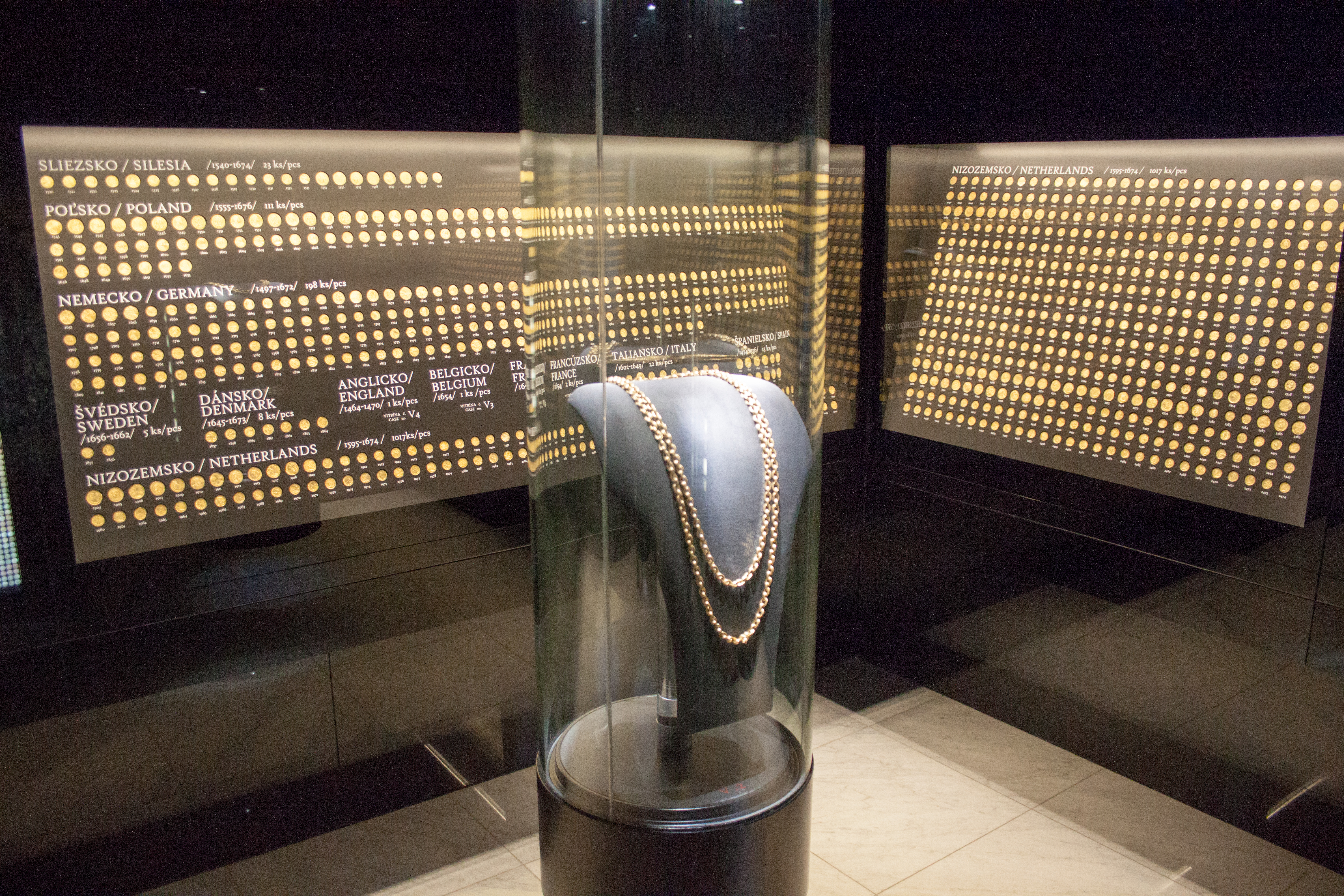
Goldschatz von Košice

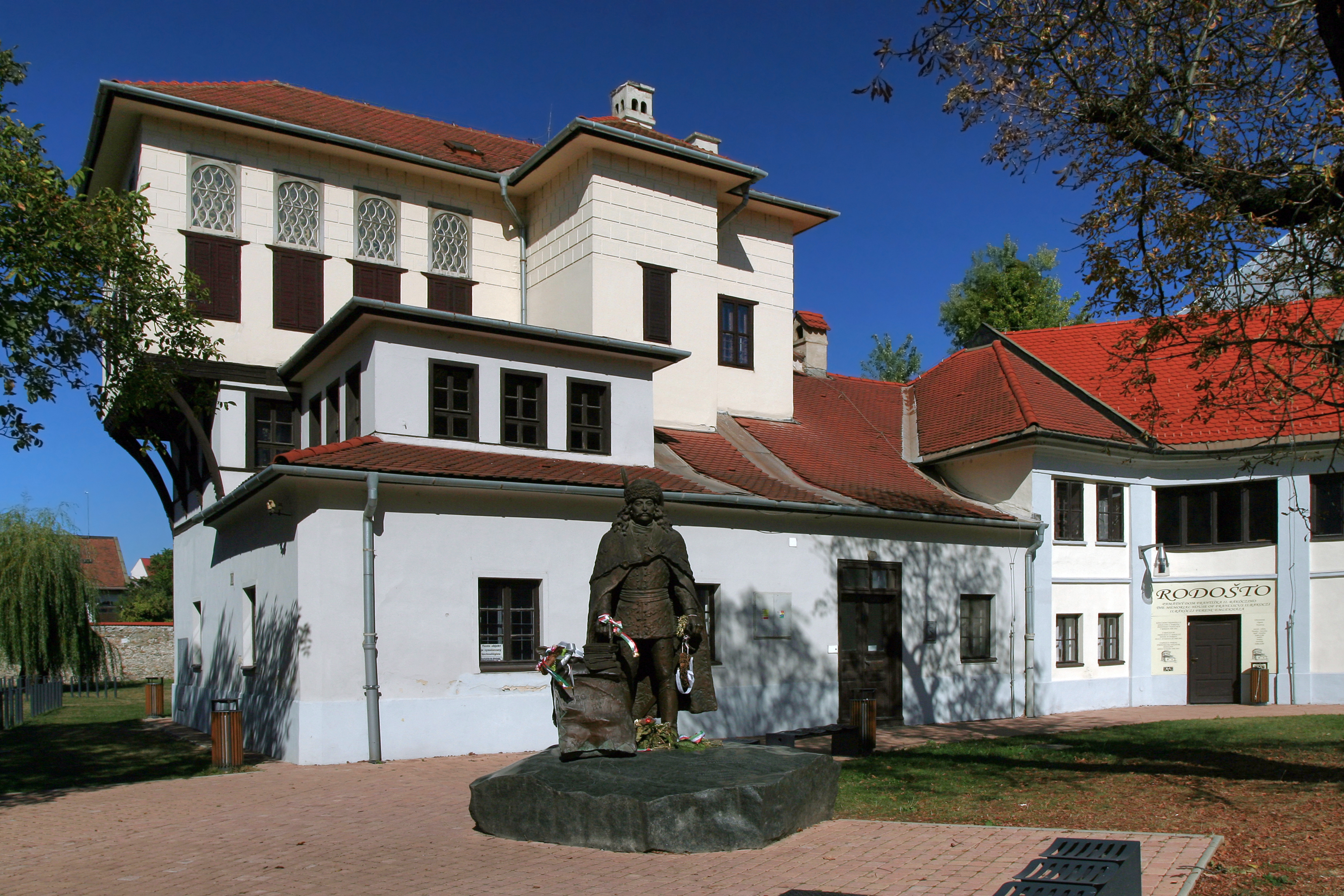
Rodosto – Gedenkhaus von Franz II. Rákóczi

Das Museum betreibt folgende ständige Ausstellungen (slowakische Bezeichnungen in Klammern):
- Goldschatz von Košice (Košický zlatý poklad)
- Natur der Karpaten (Príroda Karpát)
- Die Jahrhunderte in der Kunst (Storočia v umení)
- Rodosto – Gedenkhaus von Franz II. Rákóczi (Rodošto – Pamätný dom Františka II. Rákóciho)
- Die Jahrhunderte von Košice (Košické storočia)
- Mittelalterliche Befestigung der Stadt Košice (Stredoveká fortifikácia mesta Košice)
- Haus der Handwerke (Dom remesiel)
- Holzkirche aus Kožuchovce (Drevený kostolík z Kožuchoviec)